# ميتيس (قمر)
ميتس /ˈmiːtɪs/، المعروف أيضا باسم كوكب المشتري السادس عشر، هو أقرب قمر معروف لكوكب المشتري. وقد اكتشفه عالم الفلك الأمريكي ستيفن ساينوت في عام 1979 من خلال الصور التي التقطها مسبار الفضاء «فوياجر 1»، وحمل في عام 1983 اسم الزوجة الأولى للإله زيوس في الأساطير الإغريقية، ميتيس. تمكن العلماء من تصوير سطح القمر من خلال عمليات رصد أخرى أُجريت بين أوائل عام 1996 وسبتمبر 2003 بواسطة مركبة الفضاء «غاليليو».
يتقيد قمر ميتيس بكوكب المشتري بفعل قوى المدّ، وله شكل غير متماثل إلى حد كبير، حيث يبلغ قطر واحد فيه ضعف مقياس أصغر أقطاره تقريبًا. وهو أيضًا أحد القمرين المعروفين أنهما يدوران حول كوكب المشتري في أقل من طول اليوم على المشتري، والقمر الآخر هو أدراستيا. يدور ميتيس حول الحلقة الرئيسية للمشتري، ويُعتقد أنه مُساهم رئيس في المواد التي تتكون منها الحلقات.

## الاكتشاف وعمليات الرصد
اكتشف عالِم الفلك ستيفن ب. ساينوت القمر ميتيس في عام 1979 من خلال الصور التي التقطها مسبار الفضاء «فوياجر 1»، وحصل حينها على التسمية المؤقتة S/1979 J 3. وفي عام 1983، سُمي رسميًا على اسم إحدى الآلهة في الأساطير الإغريقية، ميتيس، وهي كانت الزوجة الأولى لزيوس (نظير الإله جوبيتر (المشتري بالإنجليزية) في الأساطير الرومانية). لقد ظهر القمر ميتيس في شكل نقطة في الصور التي التقطها مسبار الفضاء «فوياجر 1»، وبالتالي لم يكن يُعرف إلا النزر القليل عن هذا القمر حتى وصول مركبة الفضاء «غاليليو» إلى المشتري، حيث صوَّرت مركبة الفضاء «غاليليو» سطح ميتيس بالكامل تقريبًا، ووضعت حدودًا تقييدية لتكوينه بحلول عام 1998.
على الرغم من أن مركبة جونو المدارية، التي وصلت إلى كوكب المشتري في عام 2016، مزودة بكاميرا تُسمى JunoCam، فإن عمليات الرصد التي تقوم بها مركزة بالكامل تقريبًا على كوكب المشتري نفسه. يمكن التقاط صور بعيدة للقمرين الداخليين ميتيس وأدراستيا في أثناء عمليات الرصد القريبة لكوكب المشتري.

## الخصائص المادية
يتسم قمر ميتيس بأن له شكلًا غير منتظم، ويبلغ عرضه 60 × 40 × 34 كم، مما يجعله ثاني أصغر الأقمار التابعة الداخلية الأربعة لكوكب المشتري، لذلك، يمكن وضع تقدير تقريبي لمساحة سطحه بين 5,800 و11,600 كيلومتر مربع (حوالي 8,700). لم يُحدد بعد التركيب البنيوي والكتلة للقمر ميتيس، ولكن يمكن تقدير كتلته بأنها ~ 3.6 × 10 16 كجم بافتراض أن له متوسط كثافة مثل القمر أمالثيا، الذي يبلغ حوالي ~ 0.86 جم / سم 3. تشير هذه الكثافة ضمنيًا إلى أنه يتكون من جليد مائي بمسامية تتراوح من 10 إلى 15%.
يكثر وجود الفوهات على سطح ميتيس المظلم المميز بلون مائل إلى الحمرة. يوجد عدم تناسق كبير بين نصفي الكرة الأمامي والخلفي، حيث يتصف نصف الكرة الأمامي بأنه أكثر سطوعًا بمقدار 1.3 مرة من نصف الكرة الخلفي. من المحتمل أن يكون سبب عدم التناسق هو السرعة المتجهة العالية وتواتر الاصطدامات على نصف الكرة الأمامي اللذين يؤديان إلى حفر مادة لامعة (من المفترض أن تكون الجليد) من باطن القمر.

## المدار والدوران
ميتيس هو الأقرب لكوكب المُشتري من بين أقماره الأربعة الداخلية الصغيرة، وهو يدور حول كوكب المشتري على مسافة حوالي ~ 128,000 كم (أي ما يُعادل 1.79 مرة من نصف قطر كوكب المُشتري) داخل الحلقة الرئيسية للكوكب، يتسم مدار ميتس بأنَّه لا مركزي بنسبة ضئيلة جدًا تبلغ (~ 0.0002) و له ميل يُساوي (~ 0.06 درجة) بالنسبة إلى خط استواء كوكب المشتري.
وبفعل قوى المد، يدور ميتيس بشكل متزامن مع فترته المدارية (حوالي 7 ساعات)، مع محاذاة أطول محاوره مع المشتري.
على غرار أدراستيا، يقع ميتيس داخل نصف قطر مدار المشتري المتزامن، ونتيجة لذلك، تتسبب قوى المد والجزر في انحلال مداره تدريجيًّا. إذا كانت كثافته مماثلة لكثافة أمالثيا، فإن مدار ميتيس يقع ضمن حد روش للأجرام المائعة؛ ولكن نظرًا إلى أنه لا يشهد أي تفكك، فلا بد أنه لا يزال مستقرًا خارج حد روش للأجرام الصلبة.
ميتيس هو الأسرع في الحركة من بين أقمار المشتري، ويدور حول كوكب المشتري بسرعة 31.5 كم/ثانية.
يلقي كوكب المشتري بظلاله على سطح ميتيس بالكامل لمدة 68 دقيقة في كل يوم من أيام قمر ميتيس.